# Parque nacional de Drenova
El parque nacional de Drenova (en albanés, Parku Kombëtar "Bredhi i Drenovës") es un parque nacional de Albania, declarado en el año 1966. El parque, con una superficie de 1.380 hectáreas. Se encuentra a unos 10 kilómetros de la ciudad de Korçë y a su espalda se encuentra la montaña Morava. Es un lugar muy frecuentado por los habitantes de Korca y los pueblos que la rodean. Hay numerosos manantiales llamados "San Jorge", "Plake", "Police", etc. 